# Philypnodon
Philypnodon är ett släkte av fiskar. Philypnodon ingår i familjen Eleotridae.
Kladogram enligt Catalogue of Life:
| Philypnodon | \| \| Philypnodon grandiceps \| \| \| \| \| \| Philypnodon macrostomus \| \| \| \| |
|             | \| \| Philypnodon grandiceps \| \| \| \| \| \| Philypnodon macrostomus \| \| \| \| |
|             | Philypnodon grandiceps                                                             |
|             |                                                                                    |
|             | Philypnodon macrostomus                                                            |
|             |                                                                                    |